# Endre Szervánszky

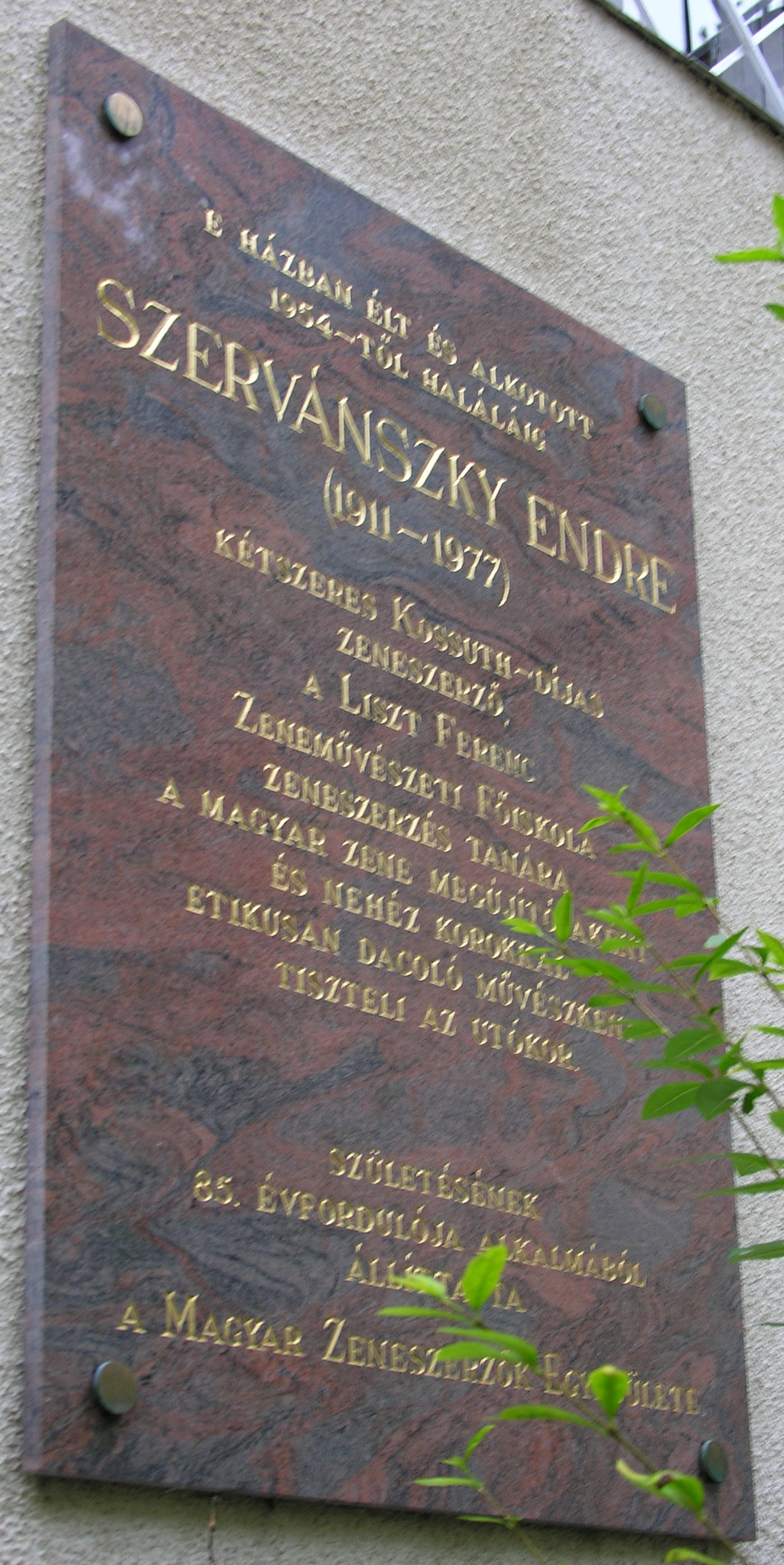
Gedenktafel in Budapest

Endre Szervánszky (* 27. Dezember 1911 in Kistétény, Österreich-Ungarn; † 25. Juni 1977 in Budapest) war ein ungarischer Komponist und Gerechter unter den Völkern.

## Leben und Werk
Endre Szervánszkys Vater war Offizier. Er ist der Bruder des Künstlers Jenő Szervánszky und des Violinisten Péter Szervánszky. Außerdem ist er der Onkel der Pianistin Valéria Szervánszky.
Er studierte von 1922 bis 1927 Klarinette an der Franz-Liszt-Musikakademie und spielte dann in verschiedenen Orchestern. Von 1931 bis 1936 studierte er Komposition bei Albert Siklós in Budapest. Er arbeitete dann als Orchestrierer für das ungarische Radio und lehrte von 1941 bis 1948 Musiktheorie am Nationalkonservatorium (Nemzeti zenede). Ab 1945 wirkte er als Musikkritiker von Szabad Nép, der Tageszeitung der kommunistischen Partei. Ende der 1940er Jahre stellte er diese Tätigkeit ein. 1948 wurde er Professor für Komposition. Einige seiner Schüler waren Sándor Balassa, János Decsényi, Lajos Huszár, Andor Losonczy, Iván Madarász, József Sári, László Sáry, Zsolt Gárdonyi und Zsolt Serei.
Szervánszkys Œuvre umfasst Vokalmusik (darunter Volksliedbearbeitungen für Chor), ein Ballett sowie Orchesterwerke und Kammermusik (darunter verschiedene pädagogische Werke). Seine Musik ist durch Béla Bartók und Zoltán Kodály beeinflusst worden. Dazu gehören das 1. Streichquartett (1936–1938) und die drei Divertimenti. Bei den Petőfi-Chören (1953) und dem Concerto József Attila emlékére (1954) wurde eine Expressivität hörbar. Mitte der 1950er Jahre erweiterte er seinen Stil um die oktatonische Tonleiter und den Goldenen Schnitt, so zum Beispiel beim 2. Streichquartett (1956/57). Später widmete er sich der Seriellen Musik. Seine wegweisende Komposition Sechs Stücke für Orchester (1959) war das erste ungarische Werk nach dem Krieg in Zwölftontechnik. Ab den 1960er Jahren ließ sein Kompositionsdrang nach.
1951 und 1955 wurde er mit dem Kossuth-Preis und 1953 und 1954 mit dem Erkel-Preis ausgezeichnet. Außerdem wurde er mit dem Titel Verdienter Künstler der Volksrepublik Ungarn geehrt.
Szervánszky stand in den 1940er Jahren linksintellektuellen Kreisen nahe. Er bewegte sich im Widerstand gegen den Nationalsozialismus und bewahrte Juden vor der Deportation. 1998 wurde er posthum als Gerechter unter den Völkern ausgezeichnet.